# 泛岛高速公路

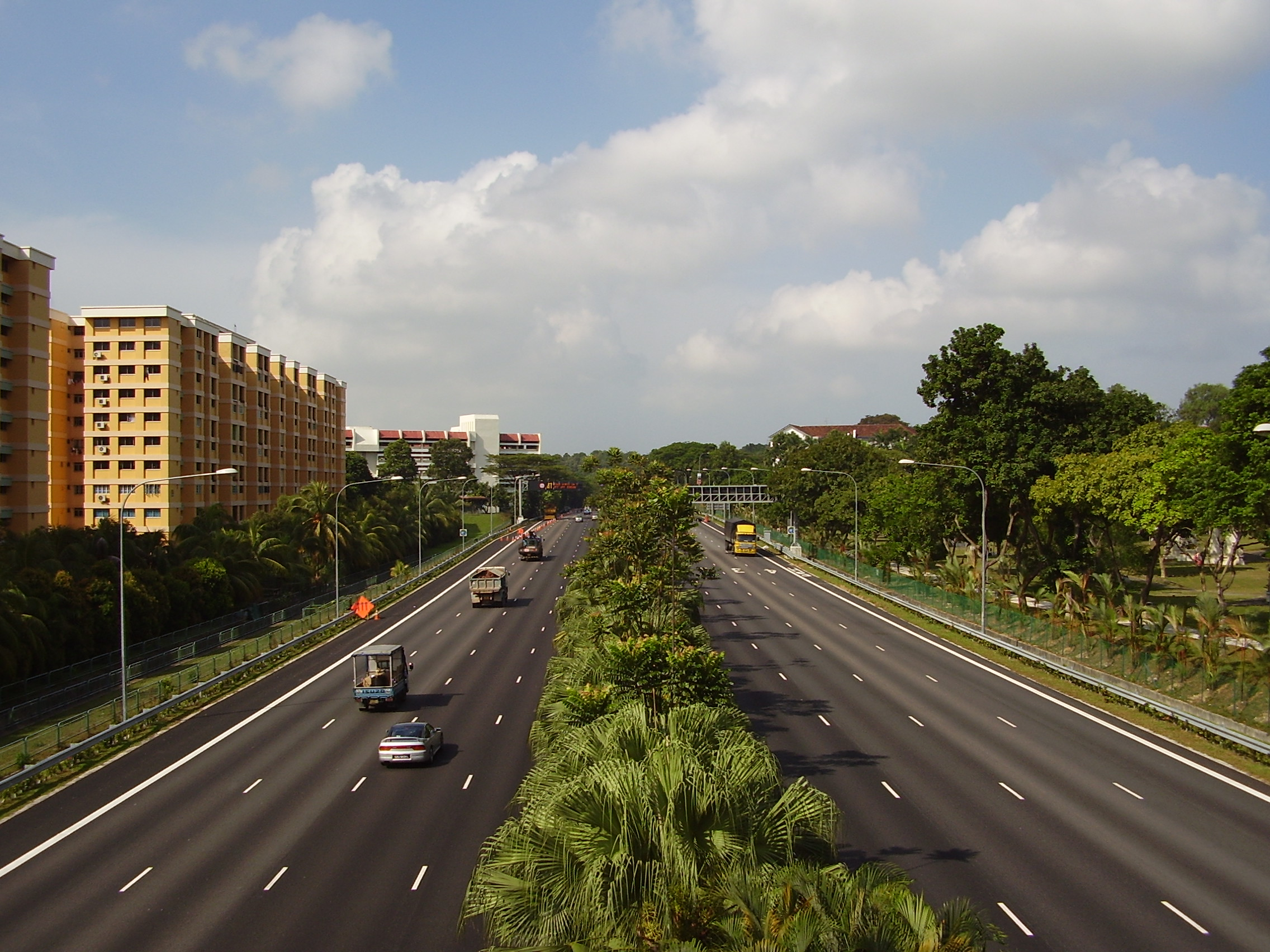
泛島高速公路

泛岛高速公路（英語：Pan Island Expressway），簡稱PIE，自1964年開始建造，是新加坡最長而且歷史最悠久的高速公路，亦是新加坡最長的道路。它從新加坡西端的大士連接至東端的樟宜機場，全長42.8（26.6英里）。